# Masacre de Sacaba
La Masacre de Sacaba fue un episodio de violencia ocurrido el 15 de noviembre de 2019 en Huayllani, municipio de Sacaba, en el departamento de Cochabamba, Bolivia. Se produjo en el contexto de la crisis política que siguió a la renuncia del presidente Evo Morales, durante la primera semana del gobierno interino de Jeanine Áñez.El enfrentamiento tuvo lugar cuando un grupo de manifestantes, en su mayoría cocaleros, intentó ingresar a Sacaba con el objetivo de dirigirse a Cochabamba para protestar contra la salida de Morales del poder. Sin embargo, fueron interceptados por fuerzas de seguridad, incluyendo la Policía Nacional de Bolivia y las Fuerzas Armadas. Once manifestantes fueron asesinados; se calcula que noventa y ocho personas resultaron heridas, incluidos cuatro periodistas y ocho miembros de las fuerzas de seguridad. Doscientos veintitrés manifestantes fueron arrestados, muchos de los cuales sufrieron malos tratos y al menos nueve de los cuales fueron torturados.
Tras el asesinato de otros diez manifestantes y transeúntes en Senkata el 19 de noviembre de 2019, el movimiento pro-Morales inició conversaciones de mesa redonda con el gobierno de Áñez. La Comisión Interamericana de Derechos Humanos denunció los hechos de Sacaba como una masacre en diciembre de 2019, y el Grupo Interdisciplinario de Expertos Independientes designado por la CIDH ratificó esa descripción en su informe de 2021 sobre violaciones de derechos humanos durante la crisis. La masacre también fue investigada y condenada por la Clínica Internacional de Derechos Humanos de la Facultad de Derecho de Harvard y la Red Universitaria de Derechos Humanos. El excoronel del Ejército Franz Vargas fue arrestado en julio de 2021 por su presunta responsabilidad en la masacre.

## Antecedentes
Bolivia entró en una crisis política luego de las elecciones generales bolivianas de 2019 . Manifestantes de la oposición denunciaron la candidatura del presidente Evo Morales, que se postulaba para un cuarto mandato, y aseguraron que se estaba beneficiando del fraude electoral. Luego de un motín policial, las conclusiones iniciales de una auditoría de la elección de la OEA y la insistencia pública del comandante de las Fuerzas Armadas, Morales renunció el 10 de noviembre de 2019. Los partidarios, incluida la base de cocaleros de Morales en la región del Chapare del departamento de Cochabamba, Inmediatamente comenzaron las protestas denunciando su derrocamiento como un golpe militar. Jeanine Áñez asumió como presidenta interina el 12 de noviembre.
Tras el motín policial generalizado antes de que el gobierno de Áñez asumiera el poder, el coronel Jaime Edwin Zurita Trujillo se convirtió en comandante departamental de Cochabamba el 8 de noviembre. Al asumir el mando, Zurita apoyó públicamente a una pandilla de motociclistas de derecha y los llamó a movilizarse en oposición a la pro-Ataques del MAS, incluso formando barricadas. Mientras Zurita estaba al mando, policías y militares operaron juntos tras un operativo llamado Plan Sebastián Pagador. El 11 de noviembre, las fuerzas de seguridad mataron a tiros a Miguel Ledezma Gonzáles.  El Grupo Interdisciplinario de Expertos Independientes (GIEI) concluyó que del 12 al 14 de noviembre las fuerzas de seguridad actuaron con fuerza innecesaria y arbitraria.  Zurita amenazó con "cazar" a todos los que intentaran pasar.
En este contexto, el 14 de noviembre comenzaron a concentrarse en Sacaba manifestantes del Chapare y otras zonas rurales del departamento. La policía comenzó a impedir el ingreso de personas al Chapare en la mañana del 14 de noviembre. Sin embargo, civiles continuaron llegando a la zona como parte de una marcha en protesta por la continua agresión del Estado. La marcha fue organizada principalmente por las Seis Federaciones del Trópico de Cochabamba. El 15 de noviembre, como parte de esta marcha desde la región del Chapare hacia La Paz, miles de manifestantes indígenas y cocaleros pasaban por Sacaba. Los manifestantes informaron que marchaban en oposición a los abusos del nuevo gobierno, incluidos los ataques contra las mujeres indígenas. Los manifestantes recibieron instrucciones de no ser violentos. La policía instaló un cordón en el puente Huayllani en el kilómetro 10 de la carretera a Cochabamba. El área fue militarizada con policías y al menos un tanque, un helicóptero y una avioneta.

El 14 de noviembre de 2019, en medio de continuas protestas , violencia y escasez en varias de las principales ciudades, Áñez y su gabinete firmaron un decreto para reclutar a la policía y al ejército para pacificar el país. Este fue emitido como Decreto Supremo 4078 el 15 de diciembre. El artículo 3 del decreto dice: “El personal de las Fuerzas Armadas que participe en operaciones para restablecer el orden interno y la estabilidad pública estará exento de responsabilidad penal cuando, en cumplimiento de sus funciones constitucionales, hubiere actuado en legítima defensa o en estado de necesidad, en observancia de los principios de legalidad, absoluta necesidad y proporcionalidad”. El decreto fue criticado por varios grupos de derechos humanos, incluida la Comisión Interamericana de Derechos Humanos, Amnistía Internacional, Observador de derechos humanos y la Comisión de Derechos Humanos de la ONU, quienes pidieron su revocación inmediata. Amnistía Internacional lo describió como "carta blanca" para los abusos contra los derechos humanos.

## Secuelas
Tras la masacre, el 16 de noviembre, los fiscales de distrito de Cochabamba abrieron cuatro investigaciones. Uno por homicidio, otro por lesiones graves y dos investigaciones penales dirigidas a manifestantes. Las investigaciones contra los manifestantes se cerraron poco después, el 5 de febrero de 2020, por falta de pruebas. Los dos casos restantes se fusionaron en uno centrado en la violencia de la masacre dirigida por el fiscal Richard Villaca. Sin embargo, testigos han informado que las fuerzas estatales destruyeron pruebas de la masacre, desde recoger casquillos de bala hasta impedir el acceso a las autopsias o proporcionar información incompleta. También ha habido una importante intimidación de testigos.
El 28 de noviembre, Áñez derogó el controvertido Decreto Supremo 4078, luego de que ocurriera una segunda masacre en el distrito Senkata de El Alto, en la que otras nueve personas resultaron muertas y más heridas.
El 7 de diciembre de 2019, el gobierno ofreció una indemnización de 50.000 bolivianos (US$7.500) a los familiares de las víctimas, con una cláusula que dictaba que debían renunciar a su derecho a presentar denuncias judiciales internacionales sobre el asunto. Las familias rechazaron la oferta y la activista de derechos humanos Ruth Llanos lo calificó como un intento de "silenciar las quejas de las familias de las víctimas". Tras el informe preliminar de la CIDH y las conversaciones en curso, se modificó la propuesta de acuerdo para eliminar la cláusula que impedía denuncias internacionales y se incrementó la indemnización ofrecida a 100.000 bolivianos (US$15.000) para los familiares de los fallecidos y de 12.500 a 50.000 bolivianos para los heridos. , la cantidad dependiendo de la gravedad. A pedido de las familias, el monto se entregará en forma de ayuda humanitaria (incluidos 12 meses de alimentos) en lugar de un pago único. No se ha llegado a un acuerdo final porque existe una desconfianza general en que el gobierno cumplirá sus promesas. Al 22 de septiembre de 2020, 11 de 35 familias han recibido este pago. Las familias afectadas también califican para becas a nivel escolar y universitario para el próximo año académico.
El 10 de marzo de 2020, el gobierno ratificó el Decreto Supremo 4176 que tiene por objeto "fortalecer la cultura de paz social, mediante el otorgamiento de ayuda social humanitaria a los heridos y familiares de los fallecidos, como consecuencia de los conflictos que vive el país entre el 21 de octubre y el 21 de noviembre 24, 2019 ". El decreto incluía una variedad de medidas, incluido un pago de 100.000 bolivianos para los que habían sido asesinados.
El 11 de junio de 2020, una décima víctima, Julio Pinto Mamani, murió a causa de las heridas de la masacre de Sacaba. El procurador de los Derechos Humanos de Bolivia dijo que la víctima "no recibió ninguna asistencia y murió completamente abandonada por el Estado" y exigió el cumplimiento, en particular, de las partes del Decreto Supremo 4100 que ordenaban la cobertura financiera de la atención médica de las víctimas. También denunciaron que, luego de siete meses, aún no se han producido avances en la investigación de la masacre, diciendo que “a siete meses de lo ocurrido, las víctimas siguen esperando recibir justicia por lo ocurrido y las indemnizaciones prometidas por el estado.
El 15 de noviembre de 2020 se realizó una marcha en Sacaba en memoria de las víctimas de la masacre.

## Investigaciones de derechos humanos
Por invitación del gobierno, la CIDH investigó las muertes y lesiones ocurridas durante este período de violencia. El 10 de diciembre publicó sus observaciones preliminares, basadas en entrevistas realizadas a testigos presenciales. Escribió, “es apropiado calificar estos hechos como masacres, dada la cantidad de personas que perdieron la vida de la misma forma y en el mismo tiempo y lugar, y porque los hechos en cuestión fueron cometidos contra un grupo específico de personas. Además, los patrones de lesiones que se han registrado apuntan claramente a prácticas de ejecuciones extrajudiciales ". El informe "recordó al Estado boliviano que la fuerza letal no puede ser utilizada únicamente para mantener o restaurar el orden público" e instó a que los responsables sean juzgados, investigados y sancionados.
El 10 de diciembre de 2019, el gobierno de Bolivia y la Comisión Interamericana de Derechos Humanos (CIDH) autorizaron a un Grupo Interdisciplinario de Expertos Independientes (GIEI) internacional para realizar una investigación sobre los hechos ocurridos durante la crisis política de 2019. El informe identificó un uso innecesario de la fuerza durante el enfrentamiento de Sacaba y lo calificó de masacre. Incluyó 26 recomendaciones al Estado de Bolivia sobre la necesidad de futuras investigaciones, procesos judiciales, reparación de víctimas y cambios institucionales necesarios después de la crisis de 2019.
En marzo de 2020, la Asamblea Plurinacional convocó una comisión multipartidista de miembros del MAS , PDC y UD para investigar las muertes en los dos lugares. Sus hallazgos se retrasaron hasta el 20 de agosto y luego se pospusieron hasta el 27 de septiembre. El 29 de octubre de 2020, en su última sesión legal, la Cámara de Diputados y el Senado, reunidos en sesión conjunta, aprobaron un informe final sobre las “masacres de Senkata y Sacaba”. El informe recomendó que Áñez sea procesada por genocidio y acusación penal respaldada de 11 de sus ministros. La presidenta del Senado, Eva Copa, dijo que el informe será remitido a la Fiscalía para su posible diligenciamiento.
El GIEI presentó su informe sobre los abusos a los derechos humanos durante la crisis de 2019 a las comunidades afectadas en varios puntos del país, incluido el Puente Huayllani el 19 de agosto de 2019. La investigación confirmó la muerte de 10 víctimas (todas excepto Roger Gonzales, quien murió en noviembre y de quien no se disponía de detalles) y calificó los hechos de masacre. Confirmó que al menos 98 personas resultaron heridas y 223 fueron detenidas por la policía. Los investigadores no encontraron pruebas para la afirmación del gobierno de Áñez de un tiroteo: "No se puede afirmar que hubo un enfrentamiento armado entre manifestantes y policías o soldados". En cambio, el GIEI descubrió que la policía y el ejército iniciaron el ataque, comenzaron gaseando a los crecidos y luego procedieron a avanzar hacia la multitud, disparando contra la multitud y continuando con el fuego mientras la multitud se retiraba.  También concluyó que muchos de los detenidos luego de la masacre fueron maltratados y al menos 9 fueron torturados.

## Investigaciones criminales
La Fiscalía Departamental abrió una investigación por los hechos del día el 16 de noviembre de 2019, pero el caso permaneció en etapa investigativa durante el resto de la administración de Jeanine Áñez.
Se emitieron una serie de acusaciones a partir de noviembre de 2020:
El 25 de noviembre de 2020, el General Alfredo Cuéllar Mercado, exjefe del Comando de Operaciones Estratégicas, fue imputado por homicidio y tentativa de homicidio por la construcción del Plan de Operaciones del día y por presunta conducción de las fuerzas militares en el puente Huayllani. Niega estar al mando de tropas en el lugar. Cuéllar fue puesto bajo arresto domiciliario.
El 18 de febrero de 2021, el excomandante departamental de la policía Jaime Edwin Zurita Trujillo fue imputado por homicidio y tentativa de homicidio.
El 25 de febrero de 2021, los fiscales acusaron al entonces Ministro de Gobierno, Arturo Murillo Prijic; el ministro de Defensa, Luis Fernando López ; Sergio Carlos Orellana Centellas, comandante general de las Fuerzas Armadas; y Rodolfo Antonio Montero Torricos, comandante de la Policía Nacional. Solo Montero Torricos fue detenido.
El 28 de enero de 2022, el soldado de la Fuerza Aérea Oscar Armando Caba fue detenido por su participación en la masacre.